# Sauveterre (Tarn)
Sauveterre é uma comuna francesa na região administrativa da Occitânia, no departamento de Tarn. Estende-se por uma área de 12.39 km², e possui 164 habitantes, segundo o censo de 2018, com uma densidade de 13 hab/km².